# Тонкосемянник растопыренный
Тонкосемя́нник растопы́ренный (лат. Leptospermum squarrosum) — вид цветковых растений рода Тонкосемянник (Leptospermum) семейства Миртовые (Myrtaceae).

## Ботаническое описание

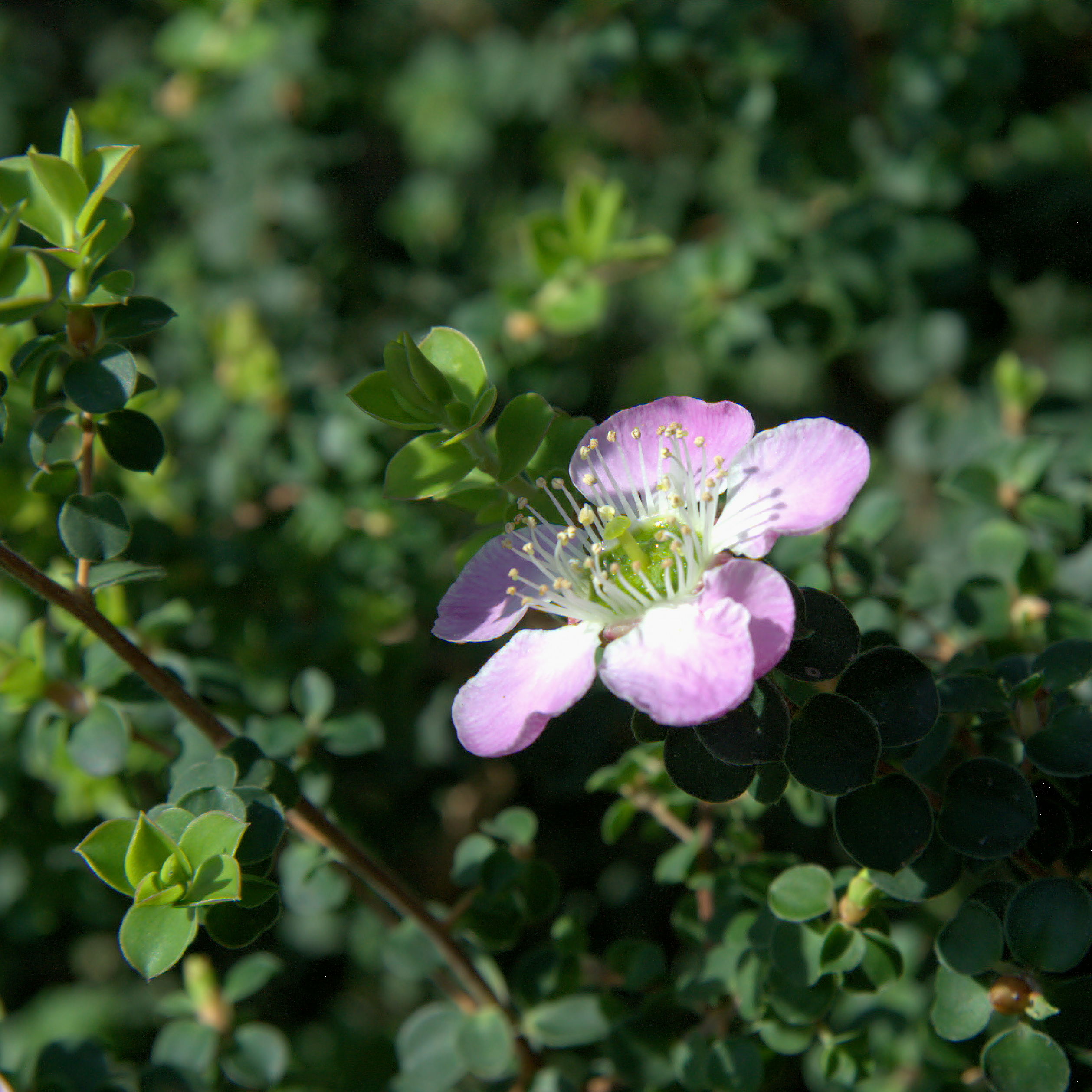
Цветок и листья

Густой прямостоячий кустарник 2,5—3 м высотой. Листья жёсткие, треугольные, остроконечные. Цветки приблизительно 1,6 см в диаметре, с 5 розовыми лепестками. Цветение с осени до поздней зимы.

## Распространение и местообитание
Встречается на востоке Нового Южного Уэльса в Австралии. Очень устойчивое растение, переносит хорошо дренированные и влажные почвы, солеустойчив.

## Синонимика
- Leptospermum baccatum var. roseum S.Schauer
- Leptospermum persiciflorum Rchb.
- Leptospermum rubricaule Cels ex Link
- Leptospermum scoparium var. grandiflorum Hook.
- Leptospermum scoparium var. rubricaule (Cels ex Link) A.Cunn. ex DC.[3]